# 小行星8557
小行星8557（英語：8557 Saroun）是一颗围绕太阳公转的小行星。1995年7月23日，L. ?arounová在奥德热幽夫发现了此天体。
这颗小行星的绝对星等为204.17726等。